# Trebitsch Gyula
Trebitsch Gyula (Julius) (Budapest, Józsefváros, 1914. november 3. – Hamburg, 2005. december 12.) magyar származású német filmproducer, gyártásvezető. 

## Élete
Trebitsch Márk hitközségi hivatalnok és Rosenbaum Melánia fia. Felsőkereskedelmi iskolában érettségizett, majd 1932 júliusától a német UFA budapesti irodájában dolgozott, ahol kitanulta a filmkészítést.
22 éves korában alapította meg első filmvállalatát, az Objektiv Film Kft-t, és egy évvel később mutatták be első filmjét a Rád bízom a feleségem címmel Vaszary János rendezésében, bankhitelből. Ezt kilenc további produkció követte. 1939-ben a zsidótörvények miatt a cégét névlegesen Ráthonyi Ákos vette át tőle. 1942-ben behívták munkaszolgálatra, mert zsidóként nem teljesíthetett katonai szolgálatot. Többek között árkokat kellett ásnia és aknákat szednie a keleti fronton. Később a bori rézbányákban dolgoztatták. Ezt követően a sachsenhauseni, a barthi (Rostock közelében) és wöbbelini (Ludwigslust közelében) koncentrációs táborokba deportálták. Testvéreit meggyilkolták a holokauszt során, míg szülei Budapesten életben maradtak, és a háború után kivándoroltak Izraelbe.

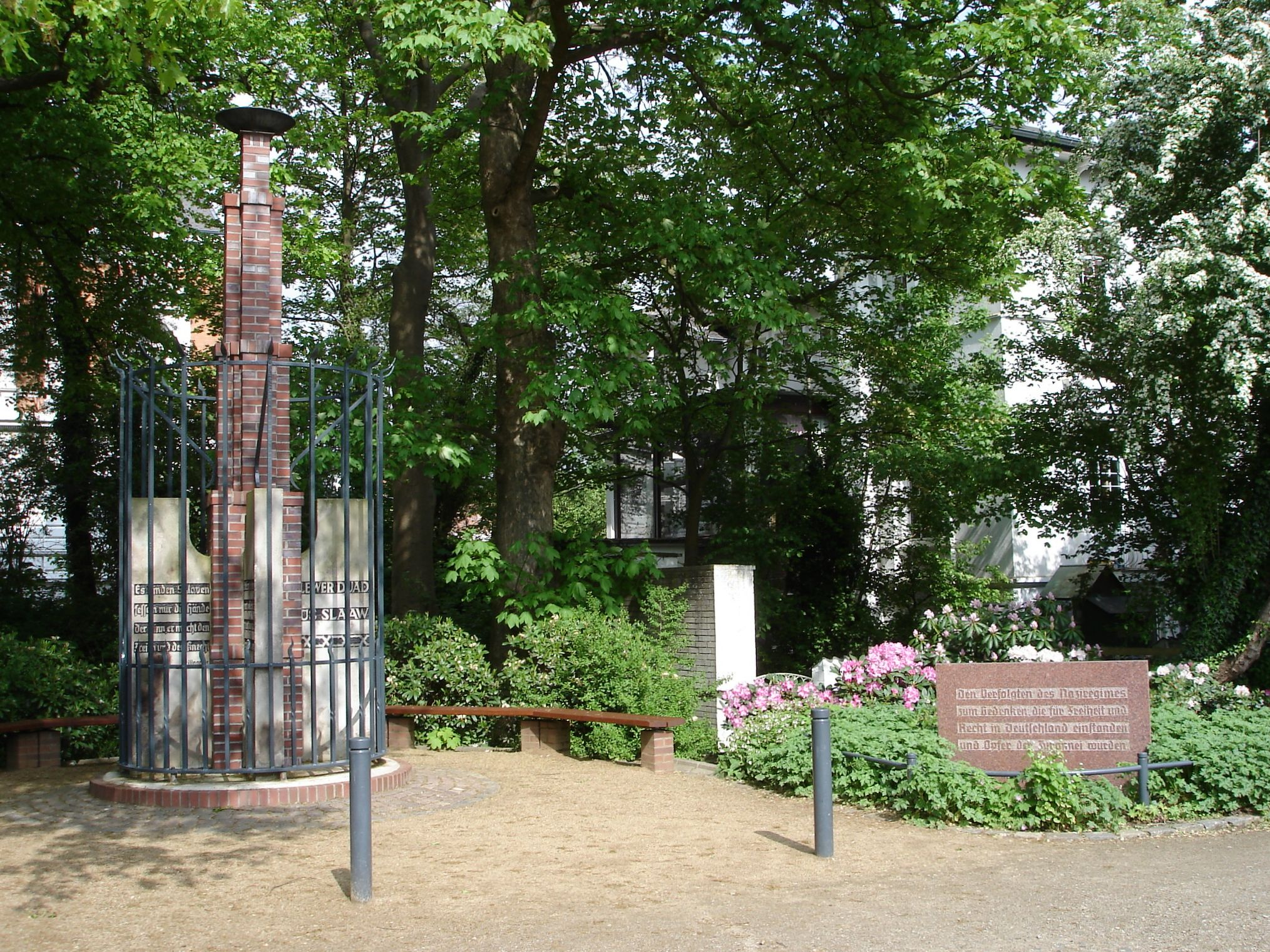
A nemzetiszocializmus áldozatainak emlékműve

A wöbbelini koncentrációs táborban szabadult fel, majd Itzehoe-ben a brit katonaság gondoskodott róla. 1946-ban ő volt az egyik kezdeményezője Németország első, a nemzetiszocializmus áldozataira emlékező szobor felállításának. A tervet a hamburgi építész, Fritz Höger készítette. Az emlékmű ma Itzehoe központjában található. 
Trebitsch a háború utáni brit katonai vezetéstől engedélyt kapott két mozi üzemeltetésére. Nem tért vissza Magyarországra, mert szerelmes lett Erna Sander jelmeztervezőbe, akivel 1947-ben kelt egybe. 
1947-ben Trebitsch Gyula társával, a szintén holokauszt-túlélő Walter Koppellel felépítette a Real-Film filmgyártó céget és ennek részeként a Studio Hamburgot, melyek együtt Észak-Németország legnagyobb film- és televíziós szolgáltató központjává, valamint Európa egyik legnagyobb médiabirodalmává váltak.
A háború utáni első filmjét (Die letzte Nacht) 1949-ben készítette, Margarete Haagen és Carl-Heinz Schroth főszereplésével. Néhány vígjáték után, mint a Keine Angst vor großen Tieren (1953), vagy Des Teufels General (1955) Helmut Käutner rendezésében Curd Jürgensszel és Viktor de Kowával hamar nagy sikert hoztak számára. 
1957-ben Trebitsch még a legjobb idegen nyelvű film Oscar-díj kategóriájában is esélyesnek számított Der Hauptmann von Köpenick című filmjével. Ezt a díjat végül Federico Fellini nyerte el a Cabiria éjszakái (Le Notti di Cabiria) című filmjéért. 
Sok sikeres film következett ezután, mint például a Die Zürcher Verlobung (1957), Liselotte Pulver, Dr. Crippen lebt (1958) Elisabeth Müllerrel és Peter van Eyckkel, Der Schinderhannes (1958) Curd Jürgensszel és a Frau Warrens Gewerbe (1960) Lilli Palmerrel. 
De cége a televízióban is számos népszerű produkciót készített, mint például a Gestatten, Mein Name ist Cox (1961) Günter Pfitzmann, Ellen Schwiers és Paul Edwin Roth főszereplésével,Hafenpolizei (1963) John Olden-től, a Polizeifunk ruft Josef Dahmen-nel és Karl-Heinz Hess-sel (1965), a Hamburg Transit Karl-Heinz Hess-szel és Eckart Dux-szal, (1970) Gertrud Stranitzki (1966) és Ida Rogalski (1969), mindkettő Inge Meysellel és Martin Böttcher zenéjével. A Trebitsch Studio Hamburg legsikeresebb produkciói közé tartozik: Die Bertinis, Diese Drombuschs és a Hafenkrankenhaus Anneli Grangettel . 
Trebitsch 1951-től a hamburgi zsidó közösség tagja volt, amelyet haláláig pénzügyileg is támogatott. 1992-ben megkapta a hamburgi CDU-tól a Bürgerpreist, annak ellenére, hogy hosszú évekig az SPD tagja volt. 
Első felesége (még Magyarországon) a neves mozitulajdonos családból való Décsi Klári vágó volt. Leányuk Trebitsch Júlia, a Magyar Televízió szerkesztője, vágója.
Az 1991-ben elhunyt második feleségétől, Ernától három gyermeke született: Katharina Trebitsch (1949), Markus Trebitsch (1950), akik egyaránt televíziós producerek lettek, és Ulrike. 
Egy Hamburg-Tonndorfban található iskola az ő nevét viseli: Gyula Trebitsch Schule Tonndorf.

## Filmográfia (válogatás)
- Rád bízom a feleségem (1937)
- Édes a bosszú (1937)
- Tokaji rapszódia (1937)
- Finale (1948)
- Die letzte Nacht (1949)
- Kätchen für alles (1949)
- Schicksal aus zweiter Hand (1949)
- Die Freunde meiner Frau (1949)
- Derby (1949)
- Gefährliche Gäste (1949)
- Gabriela (1950)
- Die Dritte von rechts (1950)
- Csirkefogók egyenruhában (eredeti címe: Hauptmann Deine Sterne, 1960)

## Írása
- Trebitsch Gyula (Szerk.): Dokumentation 3. Hamburger Autorenseminar über die Erstellung von Drehbüchern. Studio-Hamburg-Atelier, 1981.

## Díjai, kitüntetései (németül)
- 1979: Ehrenplakette des Senats der Hansestadt Lübeck für seine Verdienste um die Nordischen Filmtage
- 1983: Goldene Kamera
- 1984: Verleihung des Professoren-Titels durch den Senat der Freien und Hansestadt Hamburg
- 1985: Ehren-Schleusenwärter
- 1992: Hamburger Bürgerpreis der CDU Hamburg
- 1994: Ehrensenator der Hochschule für Musik und Theater Hamburg
- 1997: Telestar Sonderpreis für das Lebenswerk
- 2000: Ehrenpreis des Deutschen Films für sein Lebenswerk

## Fordítás
- Ez a szócikk részben vagy egészben  a   Gyula Trebitsch című német Wikipédia-szócikk ezen változatának fordításán alapul.  Az eredeti cikk szerkesztőit annak laptörténete sorolja fel. Ez a jelzés csupán a megfogalmazás eredetét és a szerzői jogokat jelzi, nem szolgál a cikkben szereplő információk forrásmegjelöléseként.